# Adela von Blois
Adela von Blois oder Adela von der Normandie (* um 1067; † 8. März 1137 in Marcigny) war durch ihre Ehe Gräfin von Blois, Chartres und Meaux. Sie war höchstwahrscheinlich die jüngste Tochter Wilhelms des Eroberers und seiner Gattin Mathilde von Flandern sowie die Mutter von fünf Söhnen, darunter Stephan von Blois, König von England, Heinrich von Blois, Bischof von Winchester und Theobald dem Großen (Theobald II. der Champagne und Theobald IV. von Blois). Während der Abwesenheit ihres Gatten Étienne Henri auf dem Ersten Kreuzzug und nach dessen Tod (1102) führte sie für ihre minderjährigen Kinder die Regentschaft. Mit mehreren Kirchenführern wie den Bischöfen Ivo von Chartres und Hildebert von Lavardin war sie befreundet. Eine enge Bindung hatte sie zu ihrem Bruder Heinrich I., der von 1100 bis 1135 englischer König war, doch pflegte sie auch Kontakte zu den Kapetinger-Königen Frankreichs. 1120 zog sie sich in das Kloster Marcigny zurück.

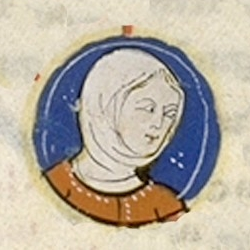
Adela von Blois

## Leben

### Jugend; Heirat mit Graf Étienne Henri von Blois
Adela von Blois’ Geburtsjahr wird üblicherweise in den Zeitraum von 1060 bis 1062 datiert, doch ist es laut dem Historiker Lois L. Huneycutt aufgrund zeitgenössischer panegyrischer Gedichte auf diese Prinzessin wahrscheinlicher, dass sie erst kurz nach der Thronbesteigung ihres Vaters im Jahre 1066 geboren wurde. Sie hatte drei ältere und einen jüngeren Bruder, von denen Wilhelm II. und Heinrich I. den englischen Thron bestiegen, sowie mehrere Schwestern. In ihrer Jugend, die sie in den von ihrem Vater beherrschten Gebieten in der Normandie verlebte, dürfte sie eine sorgfältige Erziehung erhalten haben und beherrschte u. a. Latein. Nach späteren Quellen soll sie, als sie noch im Kindesalter stand, dem Grafen von Amiens, Simon Crispin, versprochen worden sein, als sich dieser zur militärischen Ausbildung am Hof Wilhelms des Eroberers aufhielt. Doch nach dem 1074 erfolgten Tod seines Vaters, des Grafen Étienne von Valois und Mantes, sei Crispin melancholisch geworden und habe 1077 seine Verheiratung mit Adela abgelehnt, sondern stattdessen ein Klosterleben vorgezogen.
Ordericus Vitalis, dessen zeitgenössische Chronik die wichtigste Quelle für Adelas Leben darstellt, berichtet, dass Adela einige Zeit nach dem gescheiterten Heiratsprojekt in Breteuil mit dem etwa 20 Jahre älteren Étienne Henri, Graf von Meaux und Brie, verlobt wurde. Der Bräutigam war der älteste Sohn und Erbe von Theobald, Graf von Blois und Chartres sowie mächtiger Nachbar Wilhelms des Eroberers in der Normandie. Wahrscheinlich fand die in Troyes mit verschwenderischer Pracht gefeierte Hochzeit des Paars nicht wie oft angenommen schon um 1080, sondern erst einige Zeit später statt, jedenfalls aber vor 1085, da Adela in einer Urkunde aus diesem Jahr erstmals als Gattin von Étienne Henri erscheint. Abt Balderich von Bourgueil und andere zeitgenössische panegyrische Hofdichter beschreiben sie als gebildete und ihrem Vater an Tapferkeit ebenbürtige junge Aristokratin sowie als großzügige Mäzenin der Poesie.
Nach dem Tod seines Vaters Theobald im September 1089 folgte ihm Étienne Henri in der Herrschaft, und Adela wurde nun Gräfin von Blois und Chartres. Die Beziehung der Eheleute war von gegenseitigem Vertrauen und Respekt geprägt, und Adela war an vielen Entscheidungen ihres Gatten beteiligt. Sie spielte eine bedeutende Rolle im öffentlichen Leben und wird in zahlreichen Schenkungsurkunden ihres Gemahls als Mitspenderin aufgeführt sowie auch in manchen seiner frühen Rechtsakte erwähnt. Eine Inschrift auf einem Stadttor von Blois bezeugte, dass die Gräfin gemeinsam mit ihrem Gatten den Einwohnern der Stadt den verpflichtenden Frondienst (sog. Corvée) erließ. 1095 schenkte sie dem Kloster Rebais in Anerkennung ihrer angeblich wundersamen Heilung von einer schweren Erkrankung ein kostbares Velum, das bei der Zurschaustellung des Kreuzes Verwendung fand. Mit Bischof Ivo von Chartres war sie eng befreundet und arbeitete in Kirchenangelegenheiten meist harmonisch mit ihm zusammen. Adela regte auch maßgeblich den Wiederaufbau der Kathedrale von Chartres und deren Befreiung von Steuerzahlungen an. Dafür verpflichtete sich das Gotteshaus zur regelmäßigen Abhaltung von Gottesdiensten für ihren Gatten und sie selbst. Mit Hildebert von Lavardin, damals Bischof von Le Mans, war sie während ihres gesamten Ehelebens ebenfalls gut befreundet. Viele Briefe, die er ihr bezüglich kirchlicher Themen schrieb, blieben erhalten.

### Regentin von Blois
1096 veranlasste Adela ihren Ehemann, einer der Anführer des Ersten Kreuzzugs zu werden, obwohl Étienne Henri kein Interesse an der Teilnahme an diesem kriegerischen Unternehmen hegte. Während seiner Abwesenheit fungierte Adela als Regentin seiner Territorien. Zu diesem Zeitpunkt hatte sie schon mehrere Kinder geboren. Ihre beiden ältesten Söhne, Wilhelm und Theobald, schickte sie in eine Klosterschule in Orléans, unterrichtete aber ihre übrigen Söhne selbst. Ihre Pflichten als Regentin erfüllte sie getreulich. Bischof Hildebert drückte ihr seine Anerkennung für ihre Begabung als Staatslenkerin aus. Um 1096 unterstützte sie durch die Entsendung von 100 Soldaten den späteren französischen König Ludwig VI. bei der Unterdrückung einer Revolte. 1097 bewirtete sie Erzbischof Anselm von Canterbury, als sich dieser während seines Streits mit ihrem Bruder Wilhelm II. auf der Durchreise von England nach Rom befand. Sie ließ sich bei dieser Gelegenheit vom Erzbischof Lektionen erteilen, um das so erworbene Wissen ihren Kindern weitergeben zu können. Von ihrem Ehemann erhielt Adela Briefe, in denen er seine Erlebnisse des Kreuzzugs schilderte. Diese Schriftstücke zeigen, dass Étienne Henri den Fähigkeiten seiner Gemahlin als Regentin vertraute. Sie besaß auch die volle Kontrolle über die gräflichen Einkünfte.
Adela drängte ihren Gemahl nach seiner Heimkehr 1098, dass er in den Osten zurückkehrte, um sein Kreuzzugsgelübde, Jerusalem zu sehen, doch noch zu erfüllen, das er mit seinem Aufbruch von der Belagerung Antiochias gebrochen hatte. Daher war sie ab 1101 erneut Regentin, als er sich dem Kreuzzug von 1101 anschloss.  Da er 1102 in der Zweiten Schlacht von Ramla fiel, führte sie die Regentschaft für ihre unmündigen Kinder, fünf Söhne und wohl mehrere Töchter, weiter. Von ihren Töchtern ist aber nur Mathilde einwandfrei in zeitgenössischen Quellen bezeugt.
Der älteste Sohn Adelas, Wilhelm, kam vermutlich wegen einer geistigen Behinderung nicht als Erbe von Blois, Chartres u. a. Grafschaften zum Zug, sondern sein jüngerer Bruder Theobald, als dieser 1107 den Ritterschlag erhielt. Zu ihren Aufgaben als Regentin zählten für Adela die Schlichtung von Streitigkeiten zwischen Klöstern sowie zwischen geistlichen und weltlichen Herren. Zwischen 1103 und 1105 war der mit dem englischen König Heinrich I., Adelas Bruder, zerfallene und daher exilierte Erzbischof Anselm von Canterbury mehrmals bei Adela zu Gast. So hielt er sich vom Frühjahr bis Herbst 1103 bei ihr auf. Als er einige Monate später mit Eadmer von Rom nach Blois kam, setzte er Adela die Gründe für seine Streitigkeiten mit Heinrich I. bezüglich der Frage der Laieninvestitur auseinander. Adela versuchte zwischen ihrem königlichen Bruder, zu dem sie ein enges Verhältnis hatte, und Anselm zu vermitteln. Papst Paschalis II. drohte bereits, den englischen König zu exkommunizieren, als Adela im Juli 1105 den Erzbischof und Heinrich I. zu sich auf die Burg von L’Aigle in der Normandie einlud und bei diesem Treffen einen vorläufigen Kompromiss zwischen den beiden zustande brachte. In einem Brief an Paschalis II. lobte der Erzbischof Adelas Geschick als Vermittlerin. Die Regentin bedachte viele Kirchen und Klöster mit großzügigen Schenkungen, stiftete die Priorei Montrion-lez-Blois (Gründungsurkunde vom 24. Juni 1105) und bemühte sich mit Unterstützung des Bischofs Ivo von Chartres, die Kirchenzucht in der Priorei Notre-Dame-du-Val in Chartres wiederherzustellen.
Um 1105 gewährte Adela der Gräfin Agnes von Ponthieu, die von ihrem Gemahl Robert of Bellême, 3. Earl of Shrewsbury misshandelt worden war, an ihrem Hof Zuflucht. Im Frühling 1106 arrangierte Adela eine in Chartres zelebrierte Heirat des Prinzen Bohemund von Tarent mit Konstanze, einer Tochter des französischen Königs Philipp I. Auch führte sie Bohemund bei ihrem Bruder, dem englischen König Heinrich I., ein. Obwohl sie im Allgemeinen in gutem Einvernehmen mit Bischof Ivo von Chartres stand, geriet sie mit ihm 1107 wegen der Aufnahmebedingungen in das Hauptkloster seines Bistums in Streit. Papst Paschalis II., der damals König Philipp I. besucht hatte, begab sich nach Chartres zu Adela, um den Konflikt beizulegen. Trotz des Eintretens Anselms von Canterbury für Adela entschied der Papst die Streitfrage zugunsten Ivos. Dennoch nahm Adela den Papst mit großer Pracht auf und feierte mit ihm Ostern. Kurz darauf wurde sie von ihrem mächtigen Nachbarn, Hugo III. von Le Puiset, angegriffen. Sie reiste mit ihrem Sohn Theobald nach Paris an den Hof Philipps I., um dessen Beistand anzurufen. Philipp I. willigte ein, und königliche Truppen errangen im Verbund mit den Streitkräften Adelas einen Sieg über Hugo. 1109 übergab Adela die Regierung an ihren Sohn Theobald, übte aber weiterhin einen großen Einfluss auf ihn aus.
Adela und ihr Sohn sahen sich in der Folge wie andere französische Adlige mit der wachsenden Macht der französischen Königsdynastie der Kapetinger konfrontiert, der gegenüber sie ihren Einfluss auf ihre Territorien aufrechtzuerhalten suchten. Waren ihre Beziehungen zu den Kapetingern bisher recht gut gewesen, kam es nach ersten Spannungen im Jahr 1111 zum offenen Krieg. Zwei Jahre später verlor eine Armee des mit den Anjou verbündeten französischen Königs Ludwig VI. eine Schlacht gegen eine von Adela und ihrem Sohn Theobald aufgestellte Streitmacht, zu der sich auch Hilfskontingente ihres Bruders, des englischen Königs Heinrich I., gesellt hatten. Zwar wurde ein vorläufiger Friede geschlossen, doch kam es 1118 zu neuen Kriegshandlungen, während derer Adela wiederum mit Hilfe ihres Reichtums und diplomatischen Geschicks ihre Verwandten unterstützte.
Mit verschiedenen englischen und französischen Prälaten pflegte Adela nach wie vor freundschaftliche Beziehungen und korrespondierte u. a. mit Bischof Hildebert von Le Mans, von dem vier Briefe an sie erhalten bleiben, sowie mit Erzbischof Balderich von Dol. Die beiden letztgenannten geistlichen Würdenträger widmeten Adela auch Gedichte. Die Gräfin revanchierte sich, indem sie den beiden Prälaten u. a. wertvolle liturgische Gewänder schenkte. Den Benediktinermönch Hugo von Fleury drängte sie, seine wertvolle Chronik der französischen Geschichte zu schreiben, und er widmete er ihr seinerseits seine Kirchengeschichte.

### Rückzug ins Kloster Marcigny; Tod
Entsprechend einer früheren Anregung Anselms von Canterbury zog sich Adela von Blois in ihren letzten Lebensjahren in ein Kloster zurück, indem sie 1120 Nonne – oder vielleicht auch Priorin – im angesehenen Kluniazenser-Konvent Marcigny im Bistum Autun wurde. Thurstan, der sie während des Streits um seine Anerkennung als Erzbischof von York anlässlich seiner Frankreichreise besucht hatte, geleitete sie damals nach Marcigny. Sie stand weiterhin mit ihren Kindern und den Kirchenhäuptern jener Territorien, über die sie früher geherrscht hatte, in Kontakt und übte in diesen Gebieten immer noch einen gewissen politischen Einfluss aus. Im Dezember 1135 erlebte sie noch, dass ihr Sohn Stephan den englischen Thron bestieg. Nach ihrem Tod 1137 im Alter von etwa 70 Jahren wurden in zahlreichen Kirchen, die sie gestiftet oder beschenkt hatte, Gebete für sie abgehalten. Laut späterer unzuverlässiger Überlieferung soll sie an der Seite ihrer Mutter und ihrer Schwester Cecilia in der Dreifaltigkeitskirche in Caen beigesetzt worden sein, doch zeitgenössischen Quellen zufolge fand sie im Kloster Marcigny ihre letzte Ruhestätte. Hildebert von Lavardin, Erzbischof von Tours, verfasste für sie ein versifiziertes Epitaph, in dem er sie mit einem weißen Raben verglich. Über ihren Sohn Theobald wurde sie die Urgroßmutter des französischen Königs Philipp II. August.

## Nachkommen
Adelas Kinder mit Étienne Henri waren unter anderem:
- Wilhelm (* um 1090; † um 1150), vielleicht geisteskrank und enterbt, Herr von Sully, ⚭ 1104 mit Agnes von Sully
- Theobald IV. (* um 1090/95; † 10. Januar 1152), Graf von Blois und Chartres, ⚭ 1123 mit Mathilde von Kärnten
- Odo († jung)
- Mathilda (* um 1095; † 25. November 1120); ⚭ 1115 Richard von Avranches, Graf von Chester
- Adela; ⚭ 1112 Milon II. von Montlhéry, Vicomte de Troyes
- Stephan von Blois (* 1092 oder 1096/97; † 25. Oktober 1154), König von England, ⚭ 1125 Mathilda von Boulogne
- Heinrich (* um 1096 oder um 1100; † 8. August 1171), Bischof von Winchester ab 1129, später Mönch in Cluny